# Potosí (gemeente)
Potosí is een gemeente (municipio) in de Boliviaanse provincie Tomás Frías in het departement Potosí. De gemeente telt naar schatting 213.719 inwoners (2018). De hoofdplaats is de stad Potosí.

## Indeling
De gemeente bestaat uit de volgende kantons:

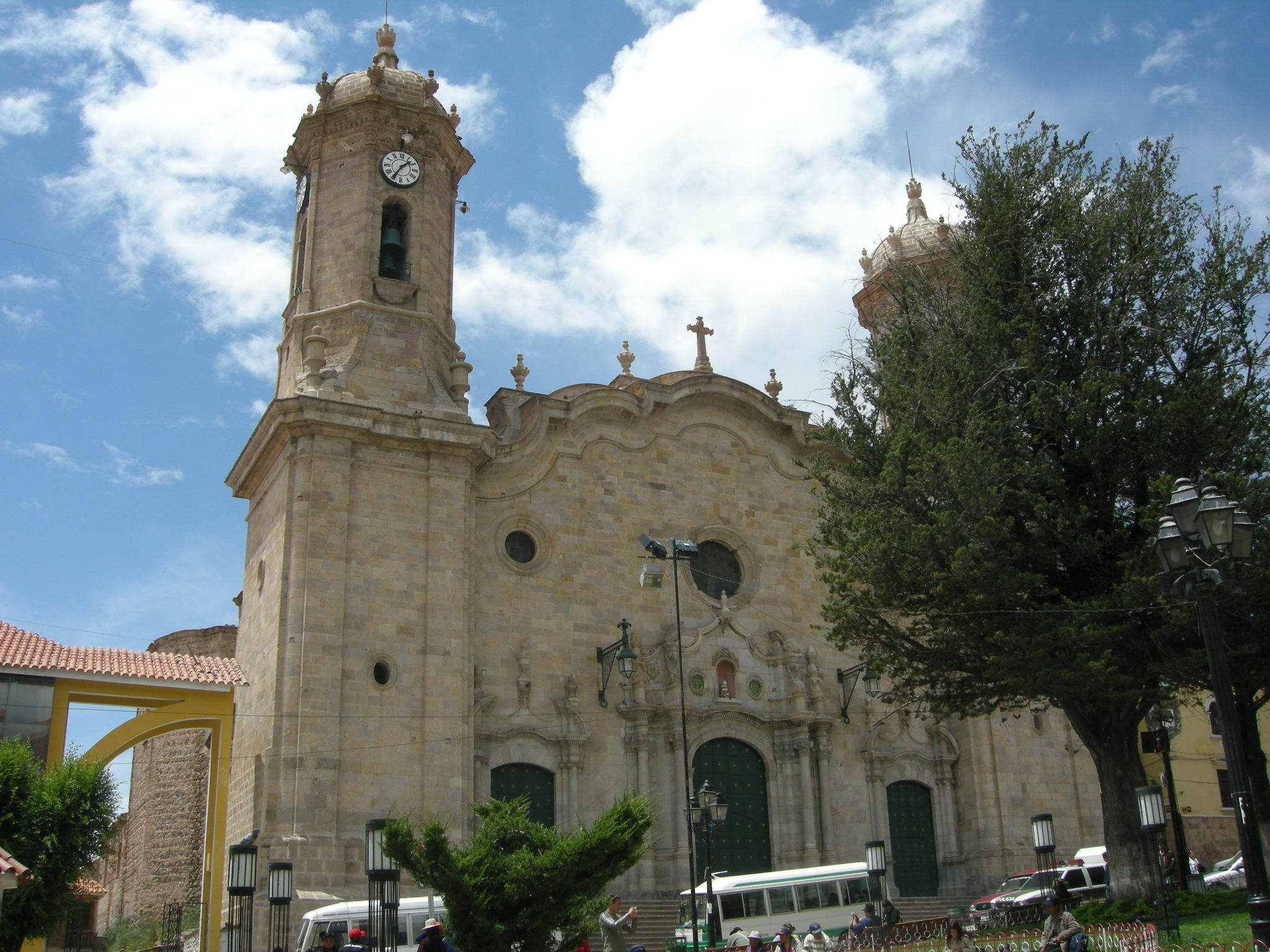
Kathedraal van Potosí

- Cantón Chulchucani
- Cantón Huari Huari
- Cantón Potosí
- Cantón Tarapaya